# Лабурдонне, Бертран Франсуа де
Бертра́н Франсуа́ Маэ́ де Лабурдонне́ (фр. Bertrand-François Mahé de La Bourdonnais; 11 февраля 1699, Сен-Мало, Франция — 10 ноября 1753, Париж, Франция) — французский мореплаватель и военачальник.

## Биография
В 1724 году внёс вклад в победу при Маэ, и это имя было присоединено к его фамилии.
Был губернатором островов Иль-де-Франс и Бурбон. Когда вспыхнула война за австрийское наследство, морской министр граф Морепа назначил Лабурдонне командующим эскадры, которая должна была закрепить господство Франции в водах Индийского океана. В 1740 году с шестью кораблями напал близ Коромандельского берега на английскую эскадру и с большими потерями удержал за собой сражение. Во время Войны за Австрийское наследство он девятого сентября 1746 года вынудил Мадрас к капитуляции и заставил побеждённых уплатить 9 миллионов ливров контрибуции, но генерал-губернатор Жозеф Франсуа Дюпле отказался утвердить договор и обвинил Лабурдонне в измене интересам Ост-Индской компании. Чтобы оправдаться, Лабурдонне отправился во Францию, где его заключили в Бастилию и только через 4 года признали невиновным и выпустили на свободу.

### Статьи
- Jay Howard Geller. Towards a New Imperialism in Eighteenth-Century India: Dupleix, La Bourdonnais and the French Compagnie des Indes (англ.) // Portuguese Studies. — Modern Humanities Research Association, 2000. — Vol. 16. — P. 240-255.
- Michel Missoffe. L'affaire La Bouronnais (фр.) // Revue des Deux Mondes. — Revue des Deux Mondes, 1953. — P. 157-161.